# Point-Henry-Aluminiumhütte

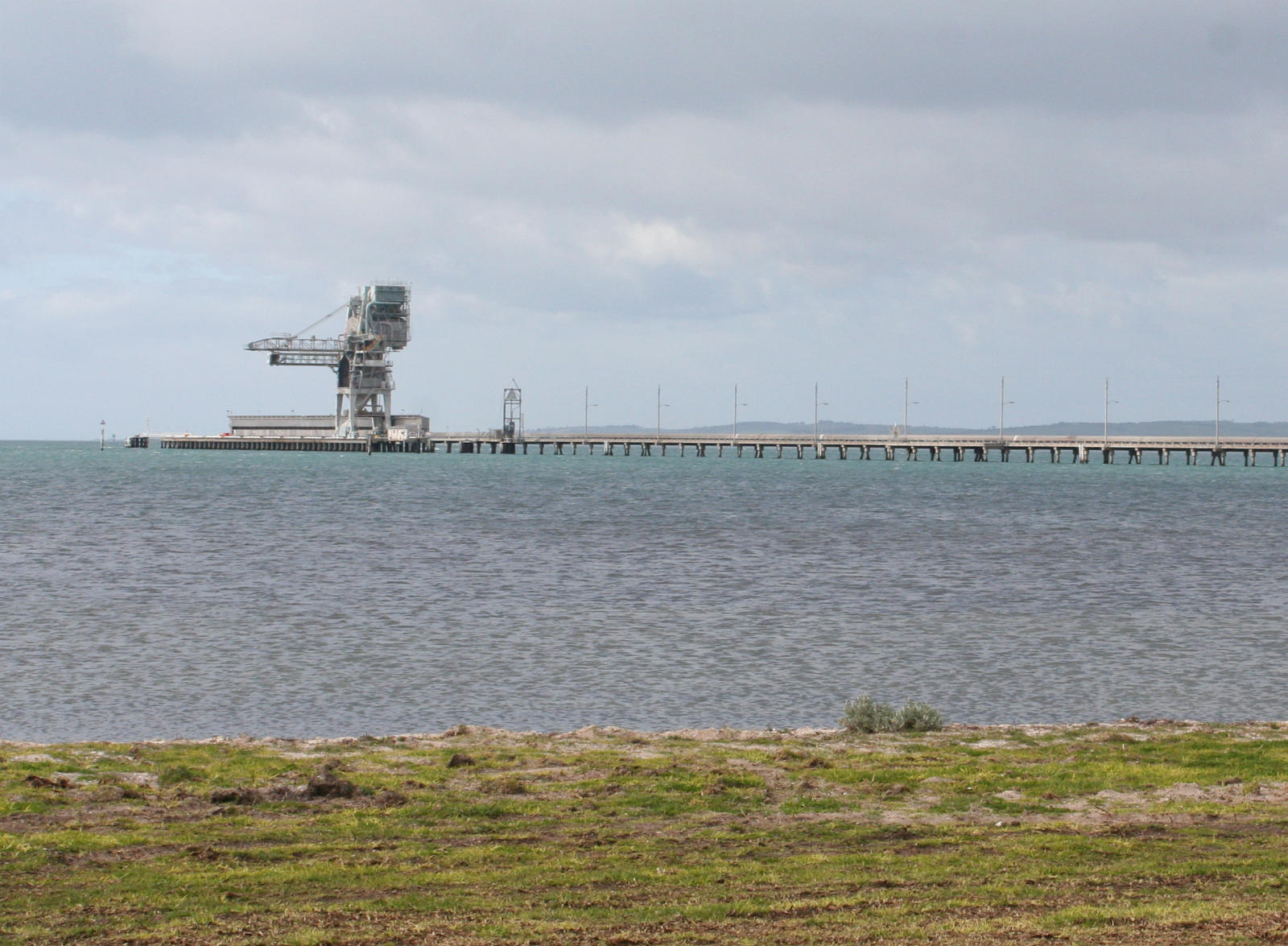
Der Hafen und die Entladerampe am Point Henry

Die Point-Henry-Aluminiumhütte befand sich im Industriegebiet von Moolap in Geelong in Victoria, Australien. Die Aluminiumhütte wurde im Juli 2014 geschlossen. Zuletzt hatte sie eine jährliche Produktionskapazität von 185.000 Tonnen Aluminium.
Betrieben wurde die Hütte von der Alcoa World Alumina and Chemicals (AWAC), einem Gemeinschaftsunternehmen von Alcoa (60 %) und Alumina Limited (39,25 %). Aluminiumoxid wurde mit Schiffen angeliefert und im Port of Geelong abgeladen, wovon etwa die Hälfte des Aluminiums an die benachbarte Anlage der Alcoa Australia Rolled Products geliefert wurde, die Aluminium zu Blechen auswalzt, um sie zu verarbeiten. Das restliche Aluminium wurde auf der Straße als Barren transportiert. Etwa 500 Personen waren in der Point-Henry-Aluminiumhütte beschäftigt, 480 weitere Mitarbeiter in dem nahegelegenen Walzwerk, das im Dezember 2014 ebenfalls geschlossen wurde.
Der Bau der Hütte wurden 1960 von der Cavalier Construction Company begonnen und die Aluminiumherstellung wurde 1962 aufgenommen, der volle Betrieb begann am 4. April 1963. Die erste elektrische Versorgung der Aluminiumhütte erfolgte durch eine 220-kV-Leitung über die  Geelong Terminal Station. Als die Produktion begann, wurde ein Maximum von 39,76 MW abgerufen. Im Juni 1964 waren es 68,38 MW und im Oktober 1964 76,6 MW, das war mehr als die gesamte Region Geelong verbraucht. Im November 1965 waren es 78,88 MW, im Februar 1967 79,84 MW und 140 MW im Jahr 1969. Ab dem 20. März 1969 lieferte Alcoas eigenes Braunkohlekraftwerk, das Kraftwerk Anglesea, Strom. Das Kraftwerk mit einer Kapazität von 150 MW war mit der Aluminiumhütte über eine 30 Kilometer lange Hochspannungsleitung verbunden.
Um die jährliche Produktion von 185.000 Tonnen Aluminium zu sichern, benötigte die Hütte eine Leistung von 360 MW davon wurden etwa 40 % vom Kraftwerk Anglesea bereitgestellt. Die Point-Henry-Aluminiumhütte und die Aluminiumhütte in Portland verbrauchten damit 18 bis 25 % der Elektrizität des gesamten australischen Bundesstaates.